# 보이지 않는 손
보이지 않는 손(영어: invisible hand)이란 영국의 정치경제학자 애덤 스미스가 국부론에서 주장한 시장 가격 흐름의 자연스러운 효율성이다. 자유 방임주의 경제 체제에서 국가는 시장에 간섭하지 않고 치안과 국방을 담당하는 야경국가의 역할만을 해야하며 국가가 시장의 흐름에 개입하지 않는 대신 시장은 보이지 않는 손, 즉 가격에 의해 자동으로 효율성을 유지하게 된다는 것이다.
그러나 보이지 않는 손에 의한 시장의 효율성 유지 이론은, 외부 효과 또는 독과점에 의한 시장 실패가 있는 경우에는 더 이상 유효하지 않다.

## 설명
보이지 않는 손은 스코틀랜드의 도덕철학자 애덤 스미스가 사용한 비유로, 상인이 자본을 유지함으로써 국내 자본량을 늘리고 군사력을 강화해야 하는 유인을 설명한다. 두 가지 모두 공공의 이익에 부합하지만 어느 쪽도 아니다. 예정된. 일부 후기 저자들은 개인이 자신의 이익을 위해 행동함으로써 의도하지 않은 더 큰 사회적 영향을 암시하기 위해 이를 확장했다. 스미스는 원래 1759년 자신의 저서 도덕감정론에서 이 용어를 언급했지만 실제로는 수입 제한과 관련하여 이 문구가 단 한 번 언급된 그의 주요 저작인 국부론에서 알려지게 되었다.
안데르스 쉬데니우스의 작품 더 내셔널 게인(The National Gain, 1765)과 버나드 맨더빌과 같은 다른 계몽주의 사상가들에 의해 유사한 아이디어가 이미 스미스 이전에 제시되었다. 자유주의 사상가들은 봉건시대의 낡은 위계질서 없이도 사회가 무너지지 않고 기능한다는 것을 보여주고 싶었다. 이 개념은 애덤 스미스가 1759년에 쓴 도덕감정론(The Theory of Moral Sentiments)에서 처음 소개되었다. 정확한 문구는 스미스의 저서에서 단 세 번만 사용되었다.
스미스는 고립된 부동산 모델에서 두 가지 경제적 적용을 모두 개발한 리처드 캉티용의 문구에 대한 두 가지 의미를 생각해 냈을 수 있다.
무역과 시장 교환이 자동으로 자기 이익을 사회적으로 바람직한 목적으로 향하게 한다는 생각은 신고전파 경제학의 배후에 있는 자유방임 경제 철학의 중심 정당화이다. 이런 의미에서 경제 이데올로기 간의 핵심 불일치는 '보이지 않는 손'이 얼마나 강력한지에 대한 불일치로 볼 수 있다. 대체 모델에서는 대규모 산업, 금융, 광고 등 스미스의 생애 동안 초기에 발생했던 세력이 그 효율성을 감소시킨다.
스미스가 보이지 않는 손을 시장경제학의 긍정적인 특징으로 여겼는지에 대해서는 약간의 논쟁이 있으며, 그의 텍스트에는 확인되지 않은 사리사욕에 대한 강력한 비판과 다채로운 언어가 포함되어 있다. 이 용어에 대한 해석은 스미스의 사용을 넘어 일반화되었으며 일부 학술 자료에서는 이 개념에 대한 현대적인 이해가 자생적 질서를 뒷받침하기 위해 폴 새뮤얼슨에 의해 훨씬 더 최근에 발명되었다고 주장한다.

## 같이 보기
관련 서적
- 도덕 감정론
- 보이는 손 - 알프레드 챈들러
- 국부론

일반 문서
- 코퍼레이션
- 창발
- 계몽된 자기 이익
- 자유방임주의
- 객관주의
- 기회비용
- 자생적 질서
- 낙수 경제
- 엔젤 투자자
- 사회에서의 지식의 사용